# 露西娅·特拉韦尔萨
露西娅·特拉韦尔萨（義大利語：Lucia Traversa，1965年5月31日—），意大利击剑运动员。她曾代表意大利参加1984年和1988年夏季奥林匹克运动会击剑比赛，其中1988年奥运会获得女子团体花剑的银牌。